# Danh sách chương trình Asia thập niên 2010
Dưới đây là danh sách và thông tin về các chương trình Asia được sản xuất và phát hành lần đầu trong thập niên 2010. Kể từ Asia 68, song song với dạng DVD cũ, chương trình được phát hành dưới dạng đĩa Blu-ray.

## 2018

### Asia 82
Asia 82 chủ đề Mộng Dưới Hoa nhằm vinh danh nhạc sĩ Phạm Đình Chương với những tác phẩm nổi tiếng và đặc sắc nhất của ông. Chương trình thu hình ngày 28 tháng 4 năm 2018 tại Pechanga Resort and Casino và phát hành ngày 22 tháng 6 năm 2018. MC gồm Nam Lộc, Thùy Dương, Châu Đình An, Leyna Nguyễn, Diệu Hương. Đây là chương trình video Asia cuối cùng được sản xuất.
1. Sáng Rừng - Cardin, Ngô Khải Anh, Cát Lynh, Ngọc Anh Vi
2. Ngựa Phi Đường Xa (nguyên tác Lê Yên, Phạm Đình Chương tu soạn) - Lê Quốc Tuấn, Hoàng Anh Thư
3. Được Mùa - Bích Đào, Khả Linh, Huệ Thy, Phương Trang, Dạ Hương, Hoàng Anh Thư
4. Mộng Dưới Hoa (thơ Đinh Hùng) - Xuân Phú
5. Mười Thương - Leon Vũ, Khả Linh
6. Thuở Ban Đầu - Triệu Khắc Vinh, Cát Lynh
7. Mắt Buồn (thơ Lưu Trọng Lư) - Anh Tuấn, Dạ Hương
8. Xóm Đêm - Thanh Lan
9. Đêm Cuối Cùng - Diễm Ngân
10. Người Đi Qua Đời Tôi (thơ Trần Dạ Từ) - Duy Thành
11. Nửa Hồn Thương Đau - Hồ Hoàng Yến
12. Đón Xuân - Ngọc Anh Vi
13. Anh Đi Chiến Dịch - Thế Sơn
14. Lá Thư Người Chiến Sĩ - Đặng Thế Luân
15. Hội trùng dương - Lê Uyên, Huệ Thy, Bích Đào
16. Cho Một Thành phố Mất Tên (thơ Hoàng Ngọc Ẩn) - Thế Sơn, Lê Quốc Tuấn, Anh Tuấn, Triệu Khắc Vinh
17. Đợi Chờ (Phạm Đình Chương, Nhật Bằng) - Phương Trang
18. Quê Hương Là Người Đó (thơ Du Tử Lê) - Diễm Liên
19. Đêm Nhớ Trăng Sài Gòn (thơ Du Tử Lê) - Lệ Thu
20. Tiếng Dân Chài - Hoàng Quân
21. Chào tạm biệt

### Asia 81
Asia 81 chủ đề Gió Xuân - Spring Time được thu hình trực tiếp tại Agua Caliente Casino Resort Spa vào ngày 17 tháng 3 năm 2018. DVD được phát hành ngày 26/4/2018. MC chương trình: Châu Đình An, Thùy Dương, Bảo Châu, Quốc Thái.
1. LK Đường Về Quê (Huỳnh Hiển Năng), Thuyền Hoa (Phạm Thế Mỹ) - Duy Thành, Bích Đào
2. LK Chachacha Xuân Yêu Thương (Nhạc ngoại, lời Việt: Lê Đức Cường), Thì Thầm Mùa Xuân (Ngọc Châu), Anh Cho Em Mùa Xuân (Nhạc: Nguyễn Hiền, Thơ: Kim Tuấn) - Cát Lynh, Ngọc Anh Vi, Ngô Khải Anh
3. Tóc Gió Thôi Bay (Trần Tiến) - Hồ Hoàng Yến
4. Hoa Bướm Người Xưa (Nguyễn Hiền) - Anh Khoa, Phương Hồng Quế
5. LK Hoa Hoa Nở Về Đêm (Mạnh Phát), Hoa Tím Người Xưa (Thanh Sơn), Loài Hoa Không Vỡ (Phạm Mạnh Cương) - Tuấn Vũ, Huệ Thy
6. Hoa Biển (Trần Thiện Thanh, Anh Thy) - Nguyễn Hoàng Nam
7. Hái hoa rừng cho em (Trương Hoàng Xuân) – Đặng Thế Luân & 6 vũ công
8. LK Tưởng nhớ nhạc sĩ Nguyễn Văn Đông – Hoàng Oanh
9. Vẫn còn mùa Xuân cho em (Diệu Hương) – Diễm Liên
10. Và tôi cũng yêu em (Đức Huy) – Đặng Thế Luân, Nguyễn Hoàng Nam & Cardin
11. Chuyện tình hoa Mai (Anh Bằng) – Thế Sơn và người mẫu Uyển Nhi
12. Gánh hàng hoa (Châu Đình An) – Ngọc Anh Vi và vũ công
13. Hoa mười giờ (Đài Phương Trang), Màu hoa pensee (Ngọc Sơn) – Cát Lynh & Thanh Trúc
14. Dĩ vãng một loài hoa, Chuyện hoa Tigôn (Nhạc: Anh Bằng, Thơ: Trần Thị Khánh) – Nga My & Khả Linh
15. Yêu Em Giới Luật (Châu Đình An) – Anh Tuấn
16. Shining Stars (Cardin) - Cardin
17. Định Mệnh Buồn (Lời: Diệu Hương, Nhạc: Trúc Hồ) – Phương Thảo (Dạ Hương)
18. Nếu như ngày đó (Hoàng Nhã) – Thế Sơn, Diễm Liên, Hồ Hoàng Yến
19. Mùa Xuân không còn nữa (Lam Phương) – Thanh Tuyền
20. Mùa Xuân Đầu Tiên (Nhạc: Văn Cao, Thơ: Hoàng Anh Tuấn), Mưa Sài Gòn mưa Hà Nội (Phạm Đình Chương) - Hoàng Quân, Hoàng Anh Thư

## 2017

### Asia 80
Asia 80 chủ đề Làn Gió Mới - The Celebration được thu hình trực tiếp tại Caesars Atlantic City vào ngày 3/9/2017. DVD được phát hành ngày 10/11/2017. MC chương trình: Nam Lộc, Thùy Dương, Trịnh Hội, Leyna Nguyễn, Quốc Thái.
1. LK New Wave 80's: Brother Louie, Cheri Cheri Lady, Sweet Dreams - Cardin, Chosen, Antoneus Maximus
2. LK Xe Đạp Ơi (Ngọc Lễ), Lời Nói Yêu Đầu Tiên (Vũ Tuấn Đức) - Loan Châu, Đặng Minh Thông, Lê Quốc Tuấn, Cardin, Duy Thành
3. Cuộc Sống Muôn Màu (Song Ngọc) - Diễm Liên
4. Áo Đẹp Nàng Dâu (Anh Bằng, Trúc Ly) - Diễm Ngân, Nguyễn Khắc Huy
5. Tí Tách Tiếng Mưa Rơi (Duy Hoàng) - Hoàng Anh Thư, Lê Quốc Tuấn
6. LK Nghèo (Trần Quý), Tình nghèo Có Nhau (Đài Phương Trang), Không Giờ Rồi (Vinh Sử) - Tuấn Vũ, Bích Đào, Khả Linh
7. Mình Hãy Chia Tay (Trần Thanh Hậu) - Phương Trang
8. Tình Kỹ Nữ (Nhật Ngân, Duy Trung) - Đăng Vũ
9. LK Tình Yêu - Đặng Minh Thông, Thanh Trúc
10. Chia Tay Tình Đầu (Nguyễn Ngọc Thiện) - Thùy Hương
11. Vó Ngựa Trên Đồi Cỏ Non (Giao Tiên) - Quốc Thái, Diễm Ngân, Cardin, Bích Đào, Đăng Vũ, Hoàng Anh Thư, Lê Quốc Tuấn, Nguyễn Khắc Huy, Khánh Trân, Diễm Liên, Đặng Thế Luân, Loan Châu, Anh Tuấn, Ngọc Anh Vi, Duy Thành, Đặng Minh Thông, Y Phương
12. Nương Chiều (Phạm Duy) - Hoàng Oanh
13. LK Trả Lại Em Cay Đắng Mộng Vàng (Anh Bằng), Lý Qua Đèo, Giăng Câu (Tô Thanh Tùng) - Nguyễn Hoàng Nam, Diễm Ngân, Thùy Dương
14. LK Đêm Buồn (Diệu Hương), Có Những Niềm Riêng (Lê Tín Hương) - Hà Thanh Vân, Anh Tuấn
15. Giọt Mưa Thu (Đặng Thế Phong, Bùi Công Kỳ) - Thanh Thúy, Ngọc Anh Vi
16. Tôi Đã Gặp  (Minh Kỳ, Lê Dinh) - Phương Hồng Quế, Đặng Minh Thông, Đặng Thế Luân, Lê Quốc Tuấn
17. Trái Cấm (Trịnh Nam Sơn) - Trịnh Nam Sơn
18. LK ABBA - Tuyết Vy, Linh Đan
19. Có Một Ngày (Anh Bằng) - Khánh Trân, Duy Thành
20. Tiếng Vọng (Thái Sơn) - Y Phương
21. Giờ Ta Đã Xa Nhau (Trúc Hồ) - Hồ Hoàng Yến
22. Hào Khí Việt Nam (Holy Thắng) - Đặng Thế Luân

### Asia 79
Asia 79 với chủ đề Còn Mãi Trong Tim được thu hình trực tiếp tại Grand Sierra Resort & Casino vào ngày 26/11/2016 và phát hành vào ngày 17/3/2017. Chương trình được điều khiển bởi Thùy Dương, Trịnh Hội và Đỗ Tấn Khoa.
1. LK Anh Bằng: Khúc Thụy Du, Kỳ Diệu, Anh Còn Nợ Em, Tango Tím, Mai Tôi Đi - Thế Sơn, Lâm Thúy Vân, Gia Huy, Anh Tuấn, Dạ Nhật Yến, Bích Vân, Y Phương, Hoàng Anh Thư, Diễm Liên (Hòa âm: Vũ Tuấn Đức)
2. Hai Chuyến Tàu Đêm (Trúc Phương, Y Vân) - Thanh Thúy (Hòa âm: Vũ Anh Tuấn)
3. LK Nửa Đêm Ngoài Phố (Trúc Phương) & Tôi Trở Về Thành phố (Y Vân) - Nhật Lâm, Đặng Thế Luân, Bảo Khánh (Hòa âm: Yên Lam)
4. LK Hoàng Thi Thơ:  Con Tim và Nước Mắt & Xây Nhà Bên Suối - Mai Lệ Huyền, Ngọc Anh Vi, Jaydon Phạm (Hoà âm: Vũ Anh Tuấn)
5. Sầu Lẻ Bóng (Anh Bằng) - Hoàng Oanh (Hoà âm: Huỳnh Nhật Tân)
6. LK Đêm Buồn, Một Lần Cuối (Hoàng Thi Thơ) & Xin Hãy Quên Tôi (Anh Bằng) - Thế Sơn, Diễm Liên (Hòa âm: Nguyễn Quang)
7. Đêm Vũ Trường (Minh Kỳ, Dạ Cầm) - Lâm Thúy Vân (Hòa âm: Nguyễn Quang)
8. Tình Hậu Phương (Minh Kỳ) - Phương Hồng Quế, Trang Thanh Lan (Hòa âm: Anh Khoa)
9. Em Thề Chỉ Có Anh Thôi (Yenn, Jamahl Rashid, D’Myreo Mitchell) - Dạ Nhật Yến (Producers: Jamahl Rashid, Rashi n Leroy/ASCAP, D’Myreo Mitchell, Buza Beataz Publishing/ASCAP)
10. Mênh Mông Tình Buồn (Nguyễn Ánh 9) - Khánh Hà (Hòa âm: Hoàng Anh)
11. Mưa Chiều (Anh Bằng)  - Y Phương (Hòa âm: Quốc Phúc)
12. Mùa Đã Sang Rồi Em Có Hay (Anh Bằng) - Đặng Thế Luân (Hòa âm: Vũ Tuấn Đức)
13. Tâm Tình Gửi Huế (Hoàng Thi Thơ, Tôn Nữ Trà My) - Thanh Thúy, Hoàng Oanh (Hòa âm: Huỳnh Nhật Tân)
14. LK: Bài Thánh Ca Buồn (Nguyễn Vũ) & Nhớ Một Chiều Xuân (Nguyễn Văn Đông, Vì Dân) - Anh Tuấn, Bích Vân (Hòa âm: Vũ Tuấn Đức)
15. Chiều Cuối Tuần (Trúc Phương) - Tuấn Vũ (Hòa âm: Vũ Anh Tuấn)
16. Mong Telephone Anh (Anh Bằng) - Cát Lynh, Lê Quốc Tuấn (Hòa âm: Vũ Anh Tuấn)
17. LK Tình Vào Thu & Dấu Chân Tình Nhân (Trịnh Nam Sơn) - Trịnh Nam Sơn, Thanh Trúc (Hòa âm: Vũ Tuấn Đức)
18. Lời Khẩn Cầu Vụng Dại (Anh Bằng) - Nga My
19. Nhật Ký Hai Đứa Mình (Anh Bằng) - Bảo Khánh (Hòa âm: TVT Music)
20. Tình Yêu Đã Hết Rồi (Mystic Nguyễn) - Ánh Minh (Hòa âm: Mystic Nguyen)
21. Mời Em Về (Việt Dzũng) - Hoàng Anh Thư (Hòa âm: Thanh Bình)
22. Lời Kinh Đêm (Việt Dzũng) Gia Huy (Hòa âm: Anh Khoa)
23. Kinh Khổ  (Trầm Tử Thiêng)  - Diễm Liên, Y Phương (Hòa âm: Lê Ngọc)
24. Từ Lúc Em Đi (Anh Bằng) - Triệu Minh (Hòa âm: Nguyễn Hữu)
25. Hận Tình (Anh Bằng) - Nguyễn Thắng (Hòa âm: Vũ Tuấn Đức)
26. Video Clip Lời cuối của Nhạc sĩ Anh Bằng
27. Trở Về Cát Bụi (Lê Minh Bằng) - Hợp ca (Hòa âm: Anh Khoa)

## 2016

### Asia 78
Asia 78 với chủ đề Tình Yêu và Thân Phận. Đây là chương trình thực hiện tại Segerstrom Center of the Arts vào ngày 20 tháng 8 năm 2016 và phát hành vào năm 2016. Điều khiển chương trình do MC: Nam Lộc, Ngọc Đan Thanh, Thùy Dương, Orchid Lâm Quỳnh, Mai Phi Long, Diệu Quyên, Bảo Châu, Trịnh Hội.
1. Huyền Sử Ca Một Người Mang Tên Quốc (Phạm Duy) - Hoàng Oanh
2. Đêm Nguyện Cầu (Lê Minh Bằng) - Thế Sơn
3. Bốn Ngã Đường Quê Hương (Anh Bằng, Vũ Chương) - Thanh Thuý
4. Con Đường Việt Nam (Anh Bằng, Trúc Hồ) - Bích Vân, Teresa Mai
5. Mưa trên phố Huế (Minh Kỳ, Tôn Nữ Thụy Khương) - Hoàng Thục Linh
6. Không (Nguyễn Ánh 9) - Đoàn Phi, Sỹ Đan
7. Yêu - Y Phương
8. Thương Về Miền Trung (Duy Khánh) - Băng Tâm
9. Hãy Gấp Trang Báo Hãy Tắt TV (Tuấn Khanh) - Quốc Khanh, Nguyên Khang, Đoàn Phi, Mai Thanh Sơn
10. Tuổi Biết Buồn (Phạm Duy, Ngọc Chánh) - Thanh Lan
11. Đưa Em Vào Hạ (Trầm Tử Thiêng) - Huỳnh Phi Tiễn
12. Nổi Lửa Đấu tranh (Anh Bằng) - Thế Sơn, Nguyên Khang, Mai Thanh Sơn, Diễm Liên, Hoàng Thục Linh, Y Phương, Hồ Hoàng Yến
13. Có Tin Vui Giữa Giờ Tuyệt Vọng (Trầm Tử Thiêng) - Vương Dzung, Hoàng Anh Thư
14. I'm Sorry My Love (Trúc Hồ) - Nguyên Khang
15. Ướt mi (Trịnh Công Sơn) - Thiên Kim
16. LK Đại Bác Ru Đêm (Trịnh Công Sơn), Hát Trên Những Xác Người (Trịnh Công Sơn) - Mai Thanh Sơn
17. Yêu Là Chết Ở Trong Lòng (Phạm Duy) - Hồ Hoàng Yến
18. Chiều Về Trên Sông (Phạm Duy) - Diễm Liên
19. Giòng Sông Xanh (Lời Việt: Phạm Duy) - Hoàng Kim
20. Người Đi Qua Đời Tôi (Phạm Đình Chương) - Lâm Thuý Vân
21. Biển Đông (Tuấn Khanh) - Quốc Khanh
22. Con Đường Việt Nam (Anh Bằng, Trúc Hồ) - Nguyên Khang, Thế Sơn, Quốc Khanh, Mai Thanh Sơn
23. Chúng Tôi Muốn Sống (Trúc Hồ) - Lâm Nhật Tiến
24. Đã Đến Lúc (Trúc Hồ) - Hợp Ca Asia

## 2015

### Asia 77
Asia 77 với chủ đề Dòng Nhạc Anh Bằng & Lam Phương. Đây là chương trình thực hiện tại Long Beach Performing Art Center vào ngày 22 tháng 8 năm 2015 và phát hành vào ngày 18 tháng 12 năm 2015. Điều khiển chương trình do Nam Lộc, Thùy Dương, Ngọc Đan Thanh, Bảo Châu.
Đây là chương trình để vinh danh hai nhạc sĩ Anh Bằng và Lam Phương.
1. Nhạc Rừng Khuya (Lam Phương) - Đặng Thế Luân, Quốc Khanh, Nhật Lâm, Hoàng Anh Thư, Hồng Diễm, Huỳnh Phi Tiễn, Hoàng Thục Linh, Trúc Mi, Thế Sơn
2. Nếu Vắng Anh (Anh Bằng) - Lệ Thu
3. Chuyến Đò Vĩ Tuyến (Lam Phương) - Thanh Tuyền / Nỗi lòng Người Đi (Anh Bằng) - Nguyên Khang
4. Kiếp Nghèo (Lam Phương) - Ngọc Đan Thanh / Người Thợ Săn Và Đàn Chim Nhỏ (Vương Đức Long) - Thiên Kim
5. LK: Tình Chết Theo Mùa Đông, Trăm Nhớ Ngàn Thương (Lam Phương) - Đan Nguyên, Hồ Hoàng Yến
6. LK: Tình Là Sợi Tơ (Anh Bằng), Mùa Thu Yêu Đương (Lam Phương) - Sỹ Đan, Shayla
7. Xin Thời Gian Qua Mau (Lam Phương) - Hoàng Lan / Hai Mùa Mưa (Mạc Phong Linh, Mai Thiết Lĩnh) - Mỹ Huyền
8. LK: Nghẹn Ngào (Lam Phương), Anh Biết Em Đi Chẳng Trở Về (thơ: Thái Can, nhạc: Anh Bằng) - Thanh Lan, Anh Khoa
9. LK; Tình Đời (Minh Kỳ, Vũ Chương), Thành phố Buồn (Lam Phương) - Băng Tâm, Huỳnh Phi Tiễn
10. LK: Tình Đẹp Xót Xa (Anh Bằng), Tình Đau (Lam Phương) - Hà Thanh Xuân
11. LK: Trúc Đào (Anh Bằng, thơ: Nguyễn Tất Nhiên), Hoa Học Trò (thơ: Nhất Tuấn, nhạc: Anh Bằng) - Đặng Thế Luân, Trúc Mi
12. Cõi Buồn (Anh Bằng, thơ: Phong Vũ) - Hoàng Anh Thư / Sầu Viễn Xứ (Lam Phương) - Philip Huy
13. LK: Tâm Hồn Cô Đơn (Anh Bằng), Ngày Em Đi (Lam Phương) - Nguyên Khang, Quốc Khanh, Lê Quốc Tuấn, Thế Sơn
14. Đôi Bóng (Lê Dinh, Anh Bằng) - Hoàng Oanh
15. Cho Em Quên Tuổi Ngọc (Lam Phương) - Kimberly Trương
16. Anh Cứ Hẹn (thơ: Hồ Dzếnh, nhạc: Anh Bằng) - Cát Lynh
17. Khúc Thụy Du (Anh Bằng, thơ: Du Tử Lê) - Mai Thanh Sơn / Em Đi Rồi (Lam Phương) - Y Phương
18. Khúc Ca Ngày Mùa (Lam Phương) - Diệp Thanh Thanh, Nhật Lâm
19. Anh Còn Yêu Em (Anh Bằng, thơ: Phan Thành Tài) - Diễm Liên / Anh Còn Nợ Em (thơ: Phan Thành Tài, nhạc: Anh Bằng) - Thế Sơn
20. LK: Duyên Kiếp, Cỏ Úa (Lam Phương) - Quốc Khanh, Hoàng Thục Linh
21. Mai Tôi Đi (thơ: Nguyên Sa, nhạc: Anh Bằng) - Lâm Thúy Vân / Từ Độ Ánh Trăng Tan (thơ: Đặng Hiền, nhạc: Anh Bằng) - Gia Huy
22. Đoàn Người Lữ Thứ (Lam Phương) - Diễm Liên, Y Phương, Lê Quốc Tuấn
23. Khóc Mẹ Đêm Mưa (Anh Bằng) - Đan Nguyên
24. Nỗi Buồn Sau Cuộc Chiến (Anh Bằng) - Lâm Nhật Tiến
25. Đường Về Quê Hương (Lam Phương) - Ngọc Huyền, Tuấn Vũ
26. LK: Tình Yêu Tuyệt Vời (Anh Bằng), Yêu Nhau Bốn Mùa (Lam Phương) - Ngọc Anh Vi
27. Bonus/Hài kịch: Đường Vào Nghệ thuật (Ngô Tấn Triển) - Trang Thanh Lan, Lê Huỳnh, Nguyên Khang, Vương Dzung, Cát Lynh, Lê Quốc Tuấn

### Asia 76
Asia 76 với chủ đề Journey to a dream - Hành trình một giấc mơ. Đây là chương trình thực hiện tại Long Beach Performing Art Center vào ngày 27 tháng 12 năm 2014, phát hành dưới dạng DVD và Blu-ray vào năm 2015. Những người dẫn chương trình là Nam Lộc, Thùy Dương, Ngọc Đan Thanh, Công Thành, Trịnh Hội và sự góp mặt trở lại của Quang Minh, Hồng Đào, lần đầu tiên có sự xuất hiện của ca sĩ Hoàng Lan và Thế Sơn trên sân khấu Asia.
1. Medley Tự Do: Xin Đời Một Nụ cười (Nam Lộc), Một Lần Miên Viễn Xót Xa (Nguyễn Đức Thành), Bước Chân Việt Nam (Trầm Tử Thiêng & Trúc Hồ) - Diễm Liên, Nguyên Khang, Hợp Ca Asia
2. Medley: Nhớ Tên Sài Gòn (Anh Bằng) / Huế Khóc (Anh Bằng) / Hà Nội Ngày Tháng Cũ (Song Ngọc) - Thanh Thúy, Hoàng Lan, Hoàng Anh Thư
3. Anh Là Mặt Trời (Lời Việt: Vũ Xuân Hùng) - Ngọc Anh Vi
4. Xin Anh Giữ Trọn Tình Quê (Duy Khánh) - Huỳnh Phi Tiễn & Hoàng Thục Linh
5. Tình Ca Người Đi Biển (Trường Hải) - Công Thành, Lynn, Henry Chúc
6. Medley: Vòng Tay Giữ Trọn Ân Tình (Đỗ Kim Bảng & Y Vân) & Lính Xa Nhà (Trịnh Lâm Ngân) - Băng Tâm, Đặng Thế Luân
7. Tôi Vẫn Nhớ (Ngân Giang) - Mỹ Huyền, Trúc Mi, Đăng Vũ
8. Medley: Gặp nhau Trên Phố (Trịnh Lâm Ngân) & Yêu Nhau Suốt Đời (Trường Hải) - Quốc Khanh & Hà Thanh Xuân
9. Bên Em Đang Có Ta (Trầm Tử Thiêng & Trúc Hồ) - Thiên Kim & Thế Sơn
10. Việt Nam Ơi! (Trúc Hồ) - Hợp Ca Asia
11. Llama L'Amour - Philip Huy & Cát Lynh
12. Medley: Về Đây Em & Mây Và Dòng Sông (Trịnh Nam Sơn) - Trịnh Nam Sơn, Lâm Thúy Vân, Thanh Trúc
13. Medley Phượng Hoàng: Phiên Khúc Mùa Đông (Lê Hựu Hà) & Mặt Trời Đen (Nguyễn Trung Cang) - Diễm Liên, Nguyên Khang, Y Phương, Quốc Khanh, Đoàn Phi, Mai Thanh Sơn & Guitar: Trúc Hồ
14. Nàng Áo Tím (Anh Bằng, Trúc Ly) - Đan Nguyên
15. Hài kịch: Giấc Mơ - Quang Minh, Hồng Đào, Jonathan, Nguyễn Hồng Nhung
16. Lời Nói Yêu Đầu Tiên (Vũ Tuấn Đức) - Vũ Tuấn Đức & Lê Quốc Tuấn
17. Tuyết Lạnh (Lê Dinh, Phương Trà) - Phương Hồng Quế & Tuấn Vũ
18. Medley Nhạc Pháp: Vienn M'embrasser, Elle Etait Si Jolie, Le Geant De Pepier, Si L'amoure Existe Encore, Paroles - Sỹ Đan & Nguyễn Hồng Nhung
19. Như Giấc Chiêm Bao (Lam Phương) / Ký Ức (Mai Thanh Sơn) - Hồ Hoàng Yến, Mai Thanh Sơn
20. Tàu Về Quê Hương (Hồng Vân) - Ngọc Huyền & Nhật Lâm
21. Con Tim Mù Lòa (Sỹ Đan) - Đoàn Phi
22. Medley: Cho Lần Cuối & Tình khúc Cho Em (Lê Uyên Phương) - Gia Huy & Y Phương
23. Lạy Mẹ Con Đi (Anh Bằng) / Hải Ngoại Thương Ca (Nguyễn Văn Đông) - Tường Nguyên, Tường Khuê, Thanh Tuyền
24. Trả Lại Cho Dân (Duy Quốc Nam) - Hợp Ca Asia

## 2014

### Asia 75
Asia 75 với chủ đề Những giọng ca huyền thoại - The Best Duets of all time. Đây là chương trình thực hiện tại Pechanga Resort & Casino vào ngày 17 tháng 5 năm 2014. DVD và Bluray được phát hành vào ngày 25 tháng 7 năm 2014. Những người dẫn chương trình là Nam Lộc, Ngọc Đan Thanh và Thùy Dương. 
1. LK Lạnh Trọn Đêm Mưa (Huỳnh Anh), Giã Từ Đêm Mưa (Văn Phụng), Mưa Đêm Độc Hành (Duy Hải) - Đan Nguyên, Cát Linh, Thùy Hương, Lê Quốc Tuấn
2. LK Kiếp Cầm Ca, Mưa Rừng (Huỳnh Anh) - Thanh Thúy, Minh Hiếu
3. LK Tình Hờ, Kiếp nào có yêu nhau (Phạm Duy) - Nguyên Khang, Diễm Liên
4. Đoạn Cuối Tình Yêu (Tú Nhi) - Huỳnh Phi Tiễn, Băng Tâm
5. Cát Bụi Tình Xa (Trịnh Công Sơn) - Lệ Thu, Thiên Kim
6. Biết Nói Gì Đây (Huỳnh Anh) - Tuấn Vũ, Thanh Tuyền
7. Hãy Đến Bên Anh Người Yêu (Sỹ Dan) - Sỹ Đan, Philip Huy
8. LK Nếu Ta Đừng Quen Nhau, Hoa Trắng Thôi Cài Trên Áo Tím (Huỳnh Anh, thơ: Kiên Giang) - Huy Sinh, Thiên Trang, Ngọc Đan Thanh
9. LK Niềm Đau Chôn Dấu (LV: Lữ Liên), Tàn Tro (LV: Julie) - Lê Anh Quân, Y Phương
10. Về Đâu Mái Tóc Người Thương (Hoài Linh) - Đặng Thế Luân, Trúc Mi
11. Cải lương: Tiếng Trống Mê Linh (Trưng Vương, Việt Dung) - Ngọc Huyền, Y Phụng, Mạnh Quỳnh, Văn Chung, Tuấn Châu
12. Và Anh Hãy Nói Yêu Em (Việt Dzũng) - Lâm Nhật Tiến, Nguyễn Hồng Nhung
13. LK Tình Bơ Vơ (Lam Phương), Đừng Nói Xa Nhau (Châu Kỳ, Hồ Đình Phương) - Đan Nguyên, Hà Thanh Xuân, Hoàng Thục Linh
14. Cho Đến Cuối Cuộc Đời (Trúc Hồ) - Quốc Khanh, Hồ Hoàng Yến
15. LK Chuyện Tình Lan Và Điệp 1 & 3 (Mạc Phong Linh, Mai Thiết Lĩnh) - Trung Chỉnh, Hoàng Oanh, Đan Nguyên, Y Phụng
16. Nuối Tiếc (Trịnh Nam Sơn) - Trịnh Nam Sơn, Thủy Tiên
17. Có Những Chuyện Tình Không Là Trăm Năm (Việt Dzũng) - Lâm Nhật Tiến, Lâm Thúy Vân
18. Nếu Chúng Mình Cách Trở (Tú Nhi) - Nhật Lâm, Nga My
19. Chưa Vơi Sầu Đau (Vũ Tuấn Đức) - Vũ Tuấn Đức, Thanh Trúc
20. Rừng Chưa Thay Lá (Huỳnh Anh, thơ: Hoàng Ngọc Ẩn) - Mỹ Huyền, Đăng Vũ
21. Một Mình (Lam Phương) - Mai Thanh Sơn, Hoàng Anh Thư
22. Tình Đẹp Như Mơ (Lam Phương) - Đoàn Phi, Ngọc Anh Vi
23. Việt Dzũng Trong Trái Tim Việt Nam (Trúc Hồ) - Hợp ca

### Asia 74
Asia 74 là chương trình nhạc chủ đề Trúc Phương - Ông hoàng của dòng nhạc Boléro. Đây là chương trình thực hiện ngày 17 tháng 12 năm 2013 tại phim trường chứ không phải đại nhạc hội thu hình trực tiếp và không có khán giả tham dự. Dẫn chương trình là Nam Lộc, Ngọc Đan Thanh và Thùy Dương. Chương trình có mời người con gái cả của nhạc sĩ Trúc Phương kể đôi điều về giây phút khi nhạc sĩ qua đời, cũng như mời Hoàng Oanh, Thanh Tuyền và Thanh Thúy kể lại kỷ niệm của mình với Trúc Phương. DVD và Bluray được phát hành vào ngày 18 tháng 4 năm 2014.
1. Chiều Làng Em - Hà Thanh Xuân
2. Trên Bốn Vùng Chiến Thuật - Đan Nguyên, Quốc Khanh
3. Kẻ Ở Miền Xa - Đặng Thế Luân, Huỳnh Phi Tiễn
4. Tàu đêm năm cũ - Hoàng Thục Linh
5. Để Trả Lời Một Câu Hỏi - Hoàng Oanh
6. Chuyện chúng mình - Thanh Thúy, Trúc Mi
7. Ai cho tôi tình yêu - Tâm Đoan
8. Buồn Trong Kỷ Niệm - Hồ Hoàng Yến
9. Mưa Nửa Đêm - Băng Tâm
10. Nửa Đêm Ngoài Phố - Trúc Mai
11. Những Lời Này Cho Em - Đan Nguyên
12. 24 Giờ Phép - Huỳnh Phi Tiễn
13. Đò Chiều - Thanh Phong, Phương Hồng Quế
14. Chiều Cuối Tuần - Thanh Tuyền
15. Hai lối mộng - Mỹ Huyền, Nhật Lâm
16. Bông Cỏ May - Thiên Trang, Huy Sinh
17. Thư Gửi Người Miền Xa - Ngọc Minh
18. Người Xa Về Thành phố - Đặng Thế Luân
19 Bóng Nhỏ Đường Chiều - Trung Chỉnh, Ngọc Đan Thanh
20. Con Đường Mang Tên Em - Đan Nguyên, Y Phụng
21. Đêm Tâm Sự - Ngọc Huyền
22. Thói đời - Tuấn Vũ
23. Xin Cám Ơn Đời - Thanh Thúy
24. Tình Thắm Duyên quê - Đoàn Phi, Cát Lynh

## 2013

### Asia 73
Asia 73 với chủ đề Mùa hè rực rỡ 2013, được trực tiếp thu hình ngày 31 tháng 8 năm 2013 tại Pechanga Resort & Casino. DVD và Bluray phát hành vào ngày 6 tháng 12 năm 2013. Chương trình được điều khiển bởi nhà văn Nam Lộc, Việt Dzũng, Công Thành, Thùy Dương và Ngọc Đan Thanh với nội dung chương trình bao gồm. Chương trình vinh danh những hoa hậu VN và những con người đã làm rạng danh 2 chữ Việt Nam. Chương trình lần đầu tiên có sự xuất hiện của Trang Thanh Lan, Andy Quách, và sự trở lại của những ca sĩ đã từng xuất hiện trên sân khấu Asia.
Đây cũng là lần cuối cùng có sự xuất hiện của Việt Dzũng trên sân khấu Asia trước khi ông qua đời vào ngày 20 tháng 12 năm 2013.
1. Mùa Hè Rực Rỡ (Trúc Hồ) - Phạm Tuấn Ngọc, Ngọc Anh Vi
2. MC Nam Lộc, Ngọc Đan Thanh & Thùy Dương
3. Medley Nhật Ký Đời Tôi (Thanh Sơn), Thương Ca Mùa Hạ (Thanh Sơn, Bảo Thu) - Phương Hồng Quế, Tuấn Vũ, Mỹ Huyền
4. MC Nam Lộc, Thùy Dương & Hòa Thượng Thích Nguyên Thảo
5. Thuyền Viễn Xứ (Phạm Duy) - Hoàng Anh Thư, Vương Dzung
6. MC Việt Dzũng, Ngọc Đan Thanh
7. Hình Ảnh Người Em Không Đợi (Hoàng Thi Thơ) - Hà Thanh Xuân
8. MC Nam Lộc, Thùy Dương
9. Medley Buồn Ơi, Ta Xin Chào Mi (Nguyễn Ánh 9), Biển nhớ (Trịnh Công Sơn) - Lê Anh Quân, Thiên Kim
10. MC Việt Dzũng, Ngọc Đan Thanh
11. Nhớ Người Yêu (Hoàng Hoa - Thảo Trang) - Đan Nguyên, Hoàng Thục Linh
12. MC Việt Dzũng, Thùy Dương & Cô Giao Jennifer Đoàn
13. Yêu Nhau Trên Biển (Trúc Hồ) - Đoàn Phi
14. MC Công Thành & Hoa Hậu Minh Thư Nguyễn
15. Tiếng Ca Đó Về Đâu (Châu Kỳ, Nguyễn Tiến Thịnh) - Minh Hiếu
16. MC Ngọc Đan Thanh & Hoa Hậu Pearlyn Đặng
17. Medley Dù Tình Yêu Đã Mất (Đỗ Cung La), Có Nhớ Đêm Nào (Khánh Băng) - Hồ Hoàng Yến, Diễm Liên
18. MC Việt Dzũng & Catherine Hồ
19. Medley Căn Nhà Màu Tím (Hoài Linh), Căn Nhà Dĩ vãng (Đài Phương Trang) - Băng Tâm, Đặng Thế Luân, Thùy Dương, Tường Nguyên
20. MC Nam Lộc, Ngọc Đan Thanh & Video Clip: Đại Tà Lương Xuân Việt
21. Medley Hạnh Phúc Bên Người (Mai Thanh Sơn), Gọi Người Yêu Dấu (Vũ Đức Nghiêm) - Mai Thanh Sơn, Y Phương
22. MC Thùy Dương & Hoa Hậu Ivy Lê
23. Medley Joy Hey Hello - Sỹ Đan, Philip Huy
24. Hài kịch Kén Dâu - Lê Huỳnh, Trang Thanh Lan, Lê Anh Quân, Cát Lynh
25. MC Nam Lộc & Hoa Hậu Trần Lê Nguyên Minh
26. Giờ Anh Ra Đi (Trúc Hồ) - Nguyễn Hồng Nhung
27. MC Việt Dzũng & Sen Hoa Dr. Rhodo Nguyễn
28. Tình Ca Quê Hương (Duy Khánh) - Hoàng Oanh, Trung Chỉnh
29. MC Công Thành & Ngọc Anh Vi
30. Nhớ Đêm Mưa Sài Gòn (Anh Bằng) - Lâm Nhật Tiến
31. MC Nam Lộc, Thùy Dương
32. Medley Đèn Khuya (Lam Phương), Chuyện Đêm Mưa (Hoài Linh, Nguyễn Hiền) - Thanh Thúy, Trúc Mai
33. MC Việt Dzũng, Thùy Dương
34. Medley Cc Catch I Can Lose My Heart Tonight, Are You Man Enough - Cardin, Thùy Hương
35. MC Ngọc Đan Thanh, Thùy Dương
36. Medley Dấu Tình Sầu (Ngô Thụy Miên), Người Như Cố Quên (Hoàng Trọng Thụy) - Lâm Thúy Vân, Nguyên Khang
37. MC Việt Dzũng, Nam Lộc
38. Never Lose The Light - Trish Thùy Trang, Quỳnh Trang
39. MC Ngọc Đan Thanh, Hoa Khôi Liên Trường
40. Duyên quê (Hoàng Thi Thơ) - Ngọc Huyền, Nhật Lâm
41. MC Công Thành, Ngọc Đan Thanh & Video Clip: Tiêu Sử Ông Nguyễn Cát Tường
42. Medley Áo Lụa Hà Đông, Giọt Nắng Hồng (Ngô Thụy Miên) - Lê Quốc Tuấn, Hồng Diễm, Lindsey Đỗ Tiên Dung
43. MC Nam Lộc, Ngọc Đan Thanh
44. Ngày Ấy Mình Yêu Nhau (Tuấn Lê) - Huỳnh Phi Tiễn, Cát Lynh
45. MC Nam Lộc, Thùy Dương & Liên Hội Người Việt Canada
46. Living La Vida Loca - Quốc Khanh
47. MC Việt Dzũng, Thùy Dương
48. Nắng Hạ (Nguyễn Trung Cang) - Thủy Tiên
49. MC Nam Lộc, Ngọc Đan Thanh & Thùy Dương
50. Model - Andy Quách

### Asia 72
Asia 72 với chủ đề Dòng nhạc Y Vân - 60 năm cuộc đời, được trực tiếp thu hình vào ngày 20 tháng 6 năm 2013 tại Asia Entertainment Studio. DVD được phát hành vào ngày 10 tháng 8 năm 2013. MC chương trình: Nam Lộc, Việt Dzũng, Thùy Dương và Ngọc Đan Thanh. Chương trình cũng là lần đầu tiên xuất hiện của ca sĩ đoạt giải nhất trong cuộc thi Giọng Ca Vàng 2012 Vương Dzung và Hoàng Thục Linh (từng cộng tác với Trung tâm Vân Sơn trước đó).
Đây là chương trình nhằm tưởng nhớ nhạc sĩ Y Vân.
1. Medley Đêm huyền diệu - Người yêu lý tưởng - Thuỳ Hương, Ngọc Anh Vi
2. MC Nam Lộc, Ngọc Đan Thanh & Thùy Dương
3. Đêm giã từ - Thanh Thúy
4. MC Nam Lộc, Ngọc Đan Thanh
5. Thúy đã đi rồi - Đan Nguyên
6. MC Việt Dzũng, Thùy Dương
7. Duyên tình - Hà Thanh Xuân, Quốc Khanh
8. MC Việt Dzũng, Thùy Dương
9. Đừng lừa dối nhau - Lâm Thúy Vân
10. MC Nam Lộc, Ngọc Đan Thanh
11. Khi em nhìn anh - Mỹ Huyền, Phillip Huy
12. MC Việt Dzũng, Ngọc Đan Thanh
13. Thiên thần mũ đỏ - Phạm Tuấn Ngọc
14. MC Nam Lộc, Thùy Dương
15. Thôi - Y Phương, Nguyên Khang
16. MC Nam Lộc, Ngọc Đan Thanh
17. Một ngày không có anh - Hồng Diễm, Lê Quốc Tuấn
18. MC Ngọc Đan Thanh, Thùy Dương
19. Nhạt nắng - Hoàng Thục Linh
20. MC Nam Lộc, Ngọc Đan Thanh
21. Ơn cha - Hoàng Oanh
22. MC Nam Lộc, Thùy Dương
23. Xa vắng - Thiên Kim
24. MC Việt Dzũng, Thùy Dương
25. Medley Anh đâu em đó - Tình yêu thủy thủ - Đoàn Phi
26. MC Nam Lộc, Ngọc Đan Thanh
27. Ngăn cách - Lâm Nhật Tiến
28. MC Nam Lộc, Thùy Dương
29. Buồn - Hồ Hoàng Yến
30. MC Ngọc Đan Thanh, Thùy Dương
31. (Trích đoạn Cải lương) Tấm lòng của biển - Phượng Liên, Ngọc Huyền
32. MC Nam Lộc, Ngọc Đan Thanh
33. Lòng mẹ - Thanh Lan, Lê Anh Quân
34. MC Việt Dzũng, Ngọc Đan Thanh
35. Ngoại ô đèn vàng - Huỳnh Phi Tiễn
36. Ngọc Đan Thanh, Thùy Dương
37. Non nước chung tình - Đặng Thế Luân
38. MC Nam Lộc
39. Tình chàng ý thiếp - Băng Tâm
40. MC Việt Dzũng, Thùy Dương
41. Ảo ảnh - Hoàng Anh Thư, Mai Thanh Sơn
42. MC Việt Dzũng, Ngọc Đan Thanh
43. Đại lộ hoàng hôn - Vương Dzung
44. MC Nam Lộc, Ngọc Đan Thanh
45. Chuyến tàu tiễn biệt - Thùy Dương, Tường Nguyên
46. MC Nam Lộc, Thùy Dương
47. Medley 20-40 - 60 năm cuộc đời - Ngọc Anh Vi, Quốc Khanh
48. MC Việt Dzũng, Ngọc Đan Thanh
49. Phận má hồng - Phương Hồng Quế, Tuấn Vũ
50. MC Nam Lộc, Ngọc Đan Thanh & Thùy Dương
51. Medley Tình lính - Thương anh - Những bước chân âm thầm - Cát Lynh, Lindsey Tiên Dung, Quỳnh Trang, Cardin

### Asia 71
Chương trình thứ 71 mang tên 32nd Anniversary Celebration – 32 Năm Kỷ Niệm, trực tiếp thu hình vào ngày 24 tháng 11 năm 2012 tại Long Beach Terrace Theater. Điều khiển chương trình do Nam Lộc, Việt Dzũng, Thùy Dương, Ngọc Đan Thanh. Khách Mời Đặc Biệt: Như Quỳnh, Orchid Lâm Quỳnh, Quỳnh Hương & Trịnh Hội
Đây là chương trình ôn lại chặng đường 32 năm hoạt động của trung tâm Asia trong các lĩnh vực: Bảo tồn văn hoá, Phát triển nghệ thuật, Hoạt động xã hội, Tinh thần Việt Nam. Chương trình lần đầu tiên có sự xuất hiện của Quỳnh Trang, Ngọc Anh Vi; sự trở lại của những ca sĩ đã từng xuất hiện trên sân khấu Asia, và những ca sĩ mà Asia đã đào tạo. DVD và Blu-ray Asia 71 được phát hành vào ngày 11 tháng 1 năm 2013.
1. MC Nam Lộc, Ngọc Đan Thanh & Thùy Dương
2. LK: Sài Gòn (Y Vân) (hiệu suất từ Asia 18: Nhớ Sài Gòn)/ Có Những Người Anh (Võ Đức Hảo) (hiệu suất từ Asia 58: Lá thư từ chiến trường)/ Anh Không Chết Đâu Anh (Trần Thiện Thanh) (hiệu suất từ Asia 50: Nhật Trường - Trần Thiện Thanh: Tình yêu, cuộc đời và sự nghiệp)/ Mùa Hè Rực Rỡ (Jason Lâm, Việt Dzũng) - Hợp Ca Asia (hiệu suất từ Asia 41: Mùa hè rực rỡ 2003)
3. MC Việt Dzũng & Như Quỳnh
4. LK Anh Bằng: Chuyện Hoa Sim (thơ: Hữu Loan) - Băng Tâm / Hồi Chuông Xóm Đạo (thơ: Kiên Giang) - Mạnh Đình
5. MC Việt Dzũng & Thùy Dương
6. Hoang Vắng (Quốc Dũng, Nguyễn Đức Cường) - Phạm Tuấn Ngọc / Nỗi Nhớ Dịu Êm (Bảo Chấn) - Lưu Đức Long
7. MC Trịnh Hội & Orchid Lâm Quỳnh
8. LK Vũ Tuấn Đức: Xin Hãy Rời Xa - Hồ Hoàng Yến / Tôi Không Còn Yêu Em - Lê Quốc Tuấn
9. MC Quỳnh Hương & Trịnh Hội
10. Don't Know Why (Vũ Tuấn Đức) - Quỳnh Trang / Day Dream (Trish Thùy Trang, Trúc Hồ) - Ngọc Anh Vi
11. MC Nam Lộc, Thùy Dương
12. Cánh Phượng Hồng Thuở Xưa (Anh Bằng, thơ: Trịnh Bửu Hoài) - Đặng Thế Luân
13. MC Quỳnh Hương, Hà Thanh Xuân
14. Trả Em Cay Đắng Mộng Vàng (Anh Bằng, thơ: Từ Nguyên Thạch) - Mỹ Huyền, Nhật Lâm
15. MC Ngọc Đan Thanh, Phương Hồng Quế
16. Cõi Nhớ (Sông Trà) - Ngọc Huyền / Buồn (Y Vân) - Tâm Đoan
17. MC Nam Lộc, Thùy Dương
18. LK: Chán Anh Ghê (Tiến Luân) - Hà Thanh Xuân / Lần Đầu Nói Dối (Vinh Sử, Giao Tiên) - Thanh Trúc, Diệp Thanh Thanh / Yêu Hết Con Tim (Vũ Anh Tuấn, Khúc Lan) - Kristine Sa
19. MC Việt Dzũng, Ngọc Đan Thanh
20. Từ Lúc Em Đi (Anh Bằng) - Huỳnh Phi Tiễn / Gặp nhau Làm Chi (Nguyễn Tâm) - Tuấn Vũ, Tường Nguyên, Tường Khuê
21. MC Tâm Đoan, Kristine Sa
22. Sa mạc tình yêu (Lời Việt: Khúc Lan) - Thiên Kim / Đời Đá Vàng (Vũ Thành An) - Y Phương
23. MC Việt Dzũng, Orchid Lâm Quỳnh
24. LK: Will You Still (Cardin, Spencer) & Tell Me (Cardin) - Spencer, Evan, Thùy Hương
25. MC Trúc Hồ, Như Quỳnh
26. LK Nguyên Sa: Kỳ Diệu (nhạc: Anh Bằng) - Gia Huy / Trái Tim Ngoan (nhạc: Anh Bằng, Trúc Hồ) - Nguyên Khang / Mai Tôi Đi (nhạc: Anh Bằng) - Hoàng Anh Thư
27. MC Trịnh Hội & Lâm Thúy Vân
28. LK: Trái Tim Sỏi Đá (Đài Phương Trang) - Hồ Ngọc Như, Đỗ Tiên Dung / Tình Hận (Lời Việt: Phạm Duy) - Đặng Minh Thông / Men Tình Nồng (Trúc Sinh, Lê Đức Long) - Thủy Tiên
29. MC Băng Tâm & Lê Anh Quân
30. Người Mẹ Bán Nón (Thiên Duy) - Thanh Tuyền / Tiếng Vọng (Thái Sơn) - Hoàng Oanh
31. MC Việt Dzũng, Thùy Dương
32. LK Nhạc Pháp: Maman, La Vie, C'est Une Histoire D'Amour, Elle - Thanh Lan, Sỹ Đan, Vũ Tuấn Đức
33. MC Nam Lộc, Ngọc Đan Thanh
34. Tim Vỡ (Lam Phương) - Đan Nguyên
35. MC Vũ Tuấn Đức & Thanh Trúc
36. LK Sỹ Đan: Câu Kinh Tình Yêu - Cardin / Tình Yêu & Trái Đắng - Đoàn Phi
37. MC Sỹ Đan & Trúc Sinh
38. Thà Rằng Anh Nói (Nhạc: Trúc Sinh, lời: Trầm Tử Thiêng, Trúc Sinh) - Hồng Diễm / Đến Bên Nhau (Trúc Sinh, Lê Đức Long) - Lê Anh Quân, Cát Lynh
39. MC Nam Lộc, Nguyễn Hồng Nhung
40. LK Trúc Hồ: Dòng Sông Kỷ Niệm - Lâm Thúy Vân / Em Đã Quên Một Dòng Sông - Lâm Nhật Tiến
41. MC Việt Dzũng
42. Triệu Con Tim (Trúc Hồ) - Trúc Hồ, Lâm Thúy Vân, Lâm Nhật Tiến, Nguyên Khang, Y Phương, Quốc Khanh, Đan Nguyên, Nguyễn Hồng Nhung, Mai Thanh Sơn, Ca Đoàn Ngàn Khơi
43. MC Trúc Hồ
44. Bạn Thân (Việt Khang) - Trúc Hồ, Quốc Khanh, Mai Thanh Sơn
45. MC Nam Lộc, Ngọc Đan Thanh & Thùy Dương
46. Một Đời Áo Mẹ Áo Em (Trầm Tử Thiêng) - Lâm Nhật Tiến, Diễm Liên, Nguyễn Hồng Nhung, Ca Đoàn Ngàn Khơi, Hợp Ca Asia
47. BONUS / Hài kịch: 32 Năm Ngày Gặp Lại - Quang Minh, Hồng Đào, Đoàn Phi
48. Behind the Scenes

## 2012

### Asia 70
Chương trình thứ 70 mang tên Vietnam My Beloved Country - Quê Hương Yêu Dấu, trực tiếp thu hình ngày 17 tháng 6 năm 2012 tại Turning Stone Resort Casino. DVD và Bluray phát hành vào ngày 10 tháng 8 năm 2012. Đại nhạc hội do Nam Lộc, Thùy Dương và Ngọc Đan Thanh dẫn chương trình.
Đây là chương trình chủ đề do khán giả yêu cầu. Chương trình này không có mặt Việt Dzũng như các chương trình trước.
1. Đường Về Quê Hương - Đan Nguyên
Thương Hoài Ngàn Năm - Băng Tâm
2. MC Nam Lộc & Ngọc Đan Thanh & Thùy Dương
3. Khúc Ca Ngày Mùa - Tuấn Vũ & Phương Hồng Quế
4. MC Nam Lộc & Thùy Dương
5. Quán Nửa Khuya - Thanh Thúy
6. MC Nam Lộc & Ngọc Đan Thanh
7. Những Ngày Thơ Mộng - Lâm Thúy Vân
Mắt Biếc - Mai Thanh Sơn
8. MC Nam Lộc & Thùy Dương
9. Tát Nước Đầu Đình - Mỹ Huyền & Nhật Lâm
10. MC Thùy Dương & Ngọc Đan Thanh
11. Làng tôi - Thiên Kim
Quy Nhơn Đôi Mắt Người Xưa - Quốc Khanh
12. MC Nam Lộc & Ngọc Đan Thanh & Giới thiệu video clip Từ Công Phụng
13. Mắt Lệ Cho Người - Lê Anh Quân
Tình lỡ - Hồ Hoàng Yến
14. MC Nam Lộc & Thùy Dương
15. Loan Mắt Nhung - Thủy Tiên
Vết Thù Trên Lưng Ngựa Hoang - Lưu Đức Long
16. MC Ngọc Đan Thanh & Thùy Dương
17. Ai Nhớ Chăng Ai - Hoàng Oanh
18. MC Nam Lộc & Ngọc Đan Thanh
19. Kịch ngắn Bến Đợi Đò Qua - Quang Minh & Hồng Đào & Hà Thanh Xuân & Tâm Đoan & Mỹ Huyền
20. MC Thùy Dương & Ngọc Đan Thanh
21. Đôi Dòng Bên Kia Bờ Đại Dương - Hoàng Anh Thư & Lâm Nhật Tiến
22. MC Nam Lộc & Thùy Dương
23. Trống cơm - Đoàn Phi & Lindsey Đỗ Tiên Dung
24. MC Nam Lộc Giới thiệu video clip Leyna Nguyễn
25. Nhớ Về Sài Gòn - Y Phương 
Hướng về Hà Nội - Nguyễn Hồng Nhung
26. MC Nam Lộc & Ngọc Đan Thanh
27. Họp Mặt Lần Cuối - Huỳnh Phi Tiễn & Hà Thanh Xuân
Huế Nhớ O - Tâm Đoan & Đặng Thế Luân
28. MC Nam Lộc & Ngọc Đan Thanh Giới thiệu video clip Tù Cải Tạo
29. Nhớ Mẹ - Cardin & Quốc Khanh & Đan Nguyên & Mai Thanh Sơn & Đoàn Phi & Nguyên Khang
30. MC Nam Lộc & Thùy Dương
31. Mặt Trời Đen - Thùy Hương & Cardin
32. MC Nam Lộc Giới thiệu video clip nhạc sĩ Thanh Sơn
33. Thương Về Cố Đô - Tường Nguyên, Tường Khuê
34. MC Thùy Dương & Ngọc Đan Thanh
35. Hoa Cài Mái Tóc - Cát Linh & Phạm Tuấn Ngọc
36. MC Nam Lộc & Thùy Dương & Ngọc Đan Thanh
37. Hội trùng dương: Tiếng Sông Hương, Tiếng Sông Hồng, Tiếng Sông Cửu Long - Diễm Liên & Nguyên Khang & Hợp Ca

### Asia 69
Chương trình thứ 69 mang tên lúc đầu là Liên khúc Tuyệt Vời - Tình Ca Muôn Thuở, sau đó được đổi lại ngắn gọn là Tác Giả & Tác phẩm 4, trực tiếp thu hình ngày 3 tháng 3 năm 2012 tại Pechanga Resort & Casino. DVD và Bluray phát hành vào ngày 27 tháng 4 năm 2012. Chương trình do Nam Lộc, Việt Dzũng, Thùy Dương và Ngọc Đan Thanh dẫn chương trình.
Chương trình nhằm tôn vinh các tác phẩm của những nhạc sĩ Việt Nam tiêu biểu như Ngô Thụy Miên, Phạm Duy, Anh Việt Thu, Trúc Phương, Anh Bằng và đặc biệt là nhạc sĩ Nhật Ngân vừa mới qua đời trước đó. Chương trình cũng ra mắt khán giả các ca sĩ trong cuộc thi Giọng Ca Vàng 2011 như Hoàng Anh Thư, Huỳnh Phi Tiễn, Lưu Đức Long, Nhật Lâm, Phạm Tuấn Ngọc, Hồng Diễm, Đỗ Tiên Dung, Lê Quốc Tuấn. Chương trình lần đầu tiên có sự xuất hiện của Cát Linh, Kristine Sa, Thủy Tiên.
1. Medley Mưa - Những Ngày Mưa Gió - Hãy Quay Về Bên Nhau - Hai Mùa Mưa - Mưa trên biển vắng - Mưa Chiều - Mỹ Huyền & Cát Linh & Nhật Lâm
2. MC Nam Lộc & Thùy Dương
3. Riêng Một Góc Trời - Hồ Hoàng Yến & Lê Anh Quân
4. MC Nam Lộc & Ngọc Đan Thanh
5. Medley Nhớ Nhau Hoài - Người Ngoài Phố - Hoàng Oanh
6. MC Nam Lộc & Lệ Thu
7. Medley Nước Mắt Mùa Thu - Mùa Thu Chết - Lệ Thu & Hoàng Anh Thư
8. MC Việt Dzũng, Thùy Dương & Kristine Sa
9. Medley Nếu Một Ngày - Thôi - Chủ Nhật buồn - Bao Giờ Biết Tương Tư - Không - Kristine Sa & Hồng Diễm & Phạm Tuấn Ngọc
10. MC Nam Lộc & Ngọc Đan Thanh
11. Nó - Đan Nguyên & Huỳnh Phi Tiễn
12. MC Việt Dzũng & Thùy Dương
13. Gia Tài Của Nó - Đặng Thế Luân, Băng Tâm
14. MC Việt Dzũng & Ngọc Đan Thanh
15. Qua Cơn Mê - Hà Thanh Xuân
Một Mai Giã Từ Vũ Khí - Huỳnh Phi Tiễn
16. MC Việt Dzũng & Nam Lộc
17. Huế Ơi - Tường Khuê & Tâm Đoan
18. MC Thùy Dương & Ngọc Đan Thanh
19. Medley Vũ Điệu Tình Nồng - Yêu Nhau Đi - Yêu Em Bằng Trái Tim Anh - Nào Biết Nào Hay - Tình Yêu Trong Đời - Người Tình Ngàn Dặm - Người Tình - Hỡi Em Yêu - Cardin & Thùy Hương & Đỗ Tiên Dung
20. MC Việt Dzũng & Thùy Dương
21. Medley Việt Nam Tôi Đâu - 'Anh Là Ai - Đan Nguyên & Việt Khang & Lê Quốc Tuấn & Hợp Ca Asia
22. MC Nam Lộc & Ngọc Đan Thanh
23. Medley Rồi Mai Tôi Đưa Em - Đoàn Phi
Cô Đơn - Y Phương
24. MC Việt Dzũng & Thùy Dương
25. Vết Thương Đôi Lòng - Lâm Nhật Tiến
26. MC Lâm Nhật Tiến & Trúc Hồ
27. Còn Nhớ Không Em - Quốc Khanh & Thiên Kim
28. MC Ngọc Đan Thanh & Thùy Dương
29. Tân cổ giao duyên Còn Thương Rau Đắng Mọc Sau Hè - Tường Nguyên & Ngọc Huyền
30. MC Nam Lộc & Thùy Dương
31. Em Về Nào Có Hay - Đoạn Khúc Cuối Cho Em - Nguyên Khang & Lâm Thúy Vân
32. MC Việt Dzũng & Thùy Dương
33. Medley Người Về Từ Lòng Đất - Nơi Ấy Bình Yên - Trống Vắng - Thủy Tiên & Diễm Liên & Philip Huy
34. MC Nam Lộc & Ngọc Đan Thanh
35. Medley Hai lối mộng - Đêm Tâm Sự - Thanh Thúy
36. MC Việt Dzũng & Thùy Dương
37. Medley Đã Xa Rồi - Nghiệt Ngã - Mai Thanh Sơn & Lưu Đức Long
38. MC Nam Lộc & Ngọc Đan Thanh
39. Medley Quê Hương Bỏ Lại - Chiều Tây Đô - Ngọc Đan Thanh & Phương Hồng Quế & Tuấn Vũ
40. MC Nam Lộc & Việt Dzũng
41. Nhân Danh Việt Nam - Hợp Ca Asia

## 2011

### Asia 68
Chương trình thứ 68 mang tên Sài Gòn Nỗi Nhớ. Trực tiếp thu hình ngày 23 và 24 tháng 4 năm 2011 tại Turning Stone Resort Casino. Đây là chương trình đầu tiên phát hành dưới dạng Blu-ray. DVD phát hành vào ngày 24 tháng 6 năm 2011, Bluray vào đầu tháng 7 năm 2011. Đại nhạc hội do Nam Lộc, Việt Dzũng, Thùy Dương, Ngọc Đan Thanh.
| “                | ...Tìm lại Hòn Ngọc Viễn Đông của miền Nam nắng ấm ngày nào. Với ghế đá công viên, với hàng phượng thắm tuổi học trò hay những buổi hò hẹn người yêu trên con đường Duy Tân cây dài bóng mát. Và để nghe đâu đó những khúc tình ca muôn thuở của một thời miền Nam hiền hoà, sống mãi trong lòng người viễn xứ... | ” |
| — Poster Asia 68 | |   |

1. Saigon Ơi Vĩnh Biệt - Tất cả nghệ sĩ
2. Một Thoáng Saigon Mưa - Philip Huy & Diễm Liên
Mưa - Hà Thanh Xuân
3. Mời Em Về - Y Phương
4. Ghé Bến Saigon - Trish
5. Con Đường Tình Ta Đi - Thanh Lan & Vũ Khanh
6. Trường Cũ Tình Xưa - Đặng Thế Luân & Tâm Đoan
7. Bóng Nhỏ Đường Chiều - Y Phụng
Tôi Trở Về Thành phố - Cardin
8. Thành phố Sau Lưng - Giang Tử
Con Đường Xưa Em Đi - Mỹ Huyền
9. Saigon Niềm Nhớ Không Tên - Thanh Thúy
10. Khóc Một Dòng Sông - Nguyễn Hồng Nhung
11. Sàigòn Về Miền Dĩ vãng - Lâm Nhật Tiến
12. Saigon - Sơn Ca & Phương Hồng Quế & Băng Châu
13. Chiều Cuối Tuần - Hoàng Oanh
14. Đêm Nhớ Về Saigon - Quốc Khanh
15. Mưa Sàigòn Còn Buồn Không Em - Thiên Kim
Chiều một mình qua phố - Đoàn Phi
16. Hài kịch Xóm Nhỏ Tình Người - Quang Minh & Hồng Đào & Mỹ Huyền & Diễm Liên
17. Nỗi Buồn Hoa Phượng - Băng Tâm
18. Saigon Kỷ Niệm - Đan Nguyên
19. Bay Đi Cánh Chim Biển - Thương Nhau Ngày Mưa - Một Giấc Mơ - Thùy Hương & Lê Anh Quân
20. Lưu Bút Ngày Xanh - Tường Nguyên & Tường Khuê
21. Saigon Vẫn Mãi Trong Tôi - Mai Thanh Sơn
22. Tân cổ Chiều Thương Đô thị - Ngọc Huyền & Phương Vũ
23. Một Lần Đi - Lâm Thúy Vân
24. Việt Nam Quê Hương Ngạo Nghễ - Hợp Ca
25. Biết Bao Giờ Trở Lại - Nguyên Khang

### Asia 67
Chương trình thứ 67 mang tên Đám Cưới Đầu Xuân, được thu hình ngày 4 tháng 12 năm 2010 tại Long Beach Convention Center. Chương trình do Nam Lộc, Việt Dzũng, Thùy Dương và Ngọc Đan Thanh dẫn chương trình.
Đây là chương trình chủ đề mừng Xuân thứ 3 sau hai cuốn: Tìm Lại Mùa Xuân, Xuân Thanh Bình - Xuân Chinh Chiến - Xuân Tha Hương. Chương trình lần đầu tiên có sự xuất hiện của Ngọc Đan Thanh & Hà Thanh Xuân. DVD phát hành vào ngày 7 tháng 1 năm 2011.
1. Ngày Xuân Vui Cưới - Sơn Ca, Chí Tâm
2. MC Nam Lộc & Ngọc Đan Thanh
3. Nếu Xuân Này Em Đi Lấy Chồng - Ngày Xuân Thăm Nhau - Y Phụng, Tường Khuê
4. MC Việt Dzũng & Thùy Dương
5. Bước Tình Hồng - Qua Cầu Gió Bay - Ánh Minh, Đoàn Phi (phụ diễn: Quốc Khanh)
6. MC Nam Lộc & Ngọc Đan Thanh
7. Chuyện Tình Hoa Mai - Đan Nguyên
8. MC Việt Dzũng, Hoàng Oanh & Trung Chỉnh
9. Mùa Xuân Trên Cao - Tâm Sự Ngày Xuân - Hoàng Oanh & Trung Chỉnh
10. MC Nam Lộc & Thùy Dương
11. Em Đi Chùa Hương - Tâm Đoan
12. MC Việt Dzũng & Ngọc Đan Thanh
13. Như Giọt Sầu Rơi - Hồ Hoàng Yến
14. MC Nam Lộc & Ảo Thuật Anfon Hà
15. Xuân vui ca - Diễm Liên
16. MC Việt Dzũng, Băng Tâm & Đặng Thế Luân
17. Đám Cưới Đầu Xuân - Băng Tâm & Đặng Thế Luân
18. MC Thùy Dương & Trish
19. Whispers - Trish
20. MC Ngọc Đan Thanh & Chí Tâm
21. Tân cổ Áo Đẹp Nàng Dâu - Ngọc Huyền & Phượng Vũ
22. MC Thùy Dương & Ảo Thuật Anfon Hà
23. Mừng Xuân - Y Phương
24. MC Thùy Dương & Lê Anh Quân
25. Một Giây Phút Thôi - Lê Anh Quân
26. MC Nam Lộc & Ngọc Đan Thanh
27. Tôi Chưa Có Mùa Xuân - Giang Tử
28. MC Việt Dzũng & Ngọc Đan Thanh
29. Hài kịch: Tâm Xuân - Quang Minh & Hồng Đào & Đoàn Phi & Hà Thanh Xuân
30. MC Việt Dzũng & Thùy Dương
31. Em Lễ Chùa Này - Chuyện Tình Buồn - Quốc Khanh
32. MC Thùy Dương & Quốc Khanh
33. Mộng Ban Đầu - Tiễn Bước Sang Ngang - Nguyên Khang & Thiên Kim
34. MC Nam Lộc & Thùy Dương
35. Nụ Tầm Xuân - Thanh Lan & Vũ Khanh
36. MC Nam Lộc & Việt Dzũng
37. Xuân Muộn - Mỹ Huyền
38. MC Thùy Dương & Choreographer Kristin
39. Angle - Cardin
40. MC Nam Lộc & Ngọc Đan Thanh
41. Em Đã Thấy Mùa Xuân Chưa - Lâm Nhật Tiến
42. MC Thùy Dương, Dancer Eric & Mai Trấn
43. Ngày Nào Em Đi Lấy Chồng - Thùy Hương & Mai Thanh Sơn
44. MC Nam Lộc & Ngọc Đan Thanh
45. Ngẫu Hứng Lý Qua Cầu - Thùy Dương & Tường Nguyên
46. MC Nam Lộc & Thùy Dương
47. Gọi Anh Mùa Xuân - Lâm Thúy Vân
48. MC Nam Lộc & Ngọc Đan Thanh
49. Khúc Hát Ân Tình - Hà Thanh Xuân

## 2010

### Asia 66
Chương trình thứ 66 chủ đề: Cánh Hoa Thời Loạn được xem như là Lá Thư Từ Chiến Trường 2 nhằm vinh danh người phụ nữ Việt Nam trong thời chiến được thu hình tại Long Beach Terrace Theater ngày 3 tháng 7 năm 2010. DVD phát hành vào ngày 13 tháng 8 năm 2010. Dẫn chương trình là Nam Lộc, Việt Dzũng, Thùy Dương và khoa học gia Dương Nguyệt Ánh. 
1. Áo Anh Sứt Chỉ Đường Tà - Quốc Khanh
2. MC Nam Lộc & Dương Nguyệt Ánh
3. Lối Về Đất Mẹ - Đặng Thế Luân
4. MC Việt Dzũng & Thùy Dương
5. Cánh Hoa Thời Loạn - Băng Tâm
6. MC Nam Lộc & Dương Nguyệt Ánh
7. Thuở Ấy Có Em - Đan Nguyên
8. MC Việt Dzũng & Thùy Dương
9. Cái Trâm Em Cài - Cardin & Thùy Hương
10. MC Nam Lộc & Dương Nguyệt Ánh
11. Những Đóm Mắt Hỏa Châu - Trung Chỉnh & Hoàng Oanh
12. MC Việt Dzũng
13. Bão Tình - Hồ Hoàng Yến
14. MC Nam Lộc & Thùy Dương
15. Tiếng Ca U Hoài - Thanh Thúy
16. MC Nam Lộc & Dương Nguyệt Ánh
17. Kỷ Vật Cho Em - Thanh Lan & Vũ Khanh
18. MC Dương Nguyệt Ánh & Thùy Dương
19. Lính Dù Lên Điểm - Đoàn Phi & Ánh Minh
20. MC Việt Dzũng & Thùy Dương
21. Nhịp Cầu Tri Âm - Tuấn Vũ & Mỹ Huyền
22. MC Nam Lộc & Sơn Ca
23. Việt Nam Ơi! Ngày Vui Đã Tới - Sơn Ca
24. MC Nam Lộc & Thùy Dương
25. Loài Hoa Không Vỡ - Tâm Đoan
26. MC Nam Lộc & Dương Nguyệt Ánh
27. Lệ đá - Diễm Liên & Nguyên Khang
28. MC Việt Dzũng & Thùy Dương
29. Kịch Đoạn Tuyệt - Quang Minh & Hồng Đào & Nguyễn Hồng Nhung & Y Phương & Lê Anh Quân & Kim Loan
30. MC Việt Dzũng & Thùy Dương
31. Mưa Đêm Tỉnh Nhỏ - Tường Nguyên & Tường Khuê
32. MC Việt Dzũng & Dương Nguyệt Ánh
33. Hát Cho Người Nằm Xuống - Thiên Kim
34. MC Thùy Dương & Dương Nguyệt Ánh
35. Tân cổ giao duyên Biết Đến Bao Giờ - Ngọc Huyền
36. MC Nam Lộc & Thùy Dương
37. Thuở Ban Đầu - Philip Huy
38. MC Việt Dzũng & Thùy Dương
39. Lá Thư Trần Thế - Giang Tử & Ngọc Minh & Đan Nguyên
40. MC Nam Lộc & Dương Nguyệt Ánh
41. Em Có Còn Yêu Anh - Lâm Nhật Tiến & Nguyễn Hồng Nhung
42. MC Thùy Dương
43. Bài Tình Ca Cho Em - Lâm Thúy Vân
44. MC Nam Lộc & Dương Nguyệt Ánh
45. Tiếng Vọng - Lê Anh Quân
46. MC Dương Nguyệt Ánh & Thùy Dương
47. Heal The World - Trish & Mai Thanh Sơn
48. MC Nam Lộc, Dương Nguyệt Ánh & Thùy Dương
49. Người Về - Y Phương & toàn bộ nghệ sĩ

### Asia 65
Chương trình số 65 chủ đề 55 Năm Nhìn Lại được tổ chức tại Hard Rock Hotel & Casino vào ngày 27 tháng 2 năm 2010. Đây cũng là chương trình đầu tiên thực hiện theo chủ đề 55 Năm Nhìn Lại và cũng là chương trình song ca. Người dẫn chương trình là Nam Lộc, Việt Dzũng, Thùy Dương và khoa học gia Dương Nguyệt Ánh. Chương trình có sự góp mặt của Giang Tử, Sơn Ca và sự trở lại của những ca sĩ đã từng xuất hiện trên sân khấu Asia. DVD phát hành vào ngày 23 tháng 4 năm 2010.
1. Medley Đoàn Chuẩn - Từ Linh - Lâm Nhật Tiến & Nguyễn Hồng Nhung
Chuyến Đò Vĩ Tuyến - Hoàng Oanh
2. MC Nam Lộc & Dương Nguyệt Ánh
3. Rước Tình Về Với Quê Hương - Sơn Ca & Ngọc Huyền
4. MC Việt Dzũng & Thùy Dương
5. Medley Mưa Nửa Đêm - Tàu Đêm Năm Cũ - Nửa Đêm Ngoài Phố - Thanh Thúy
6. MC Nam Lộc & Dương Nguyệt Ánh
7. Đêm Đô thị - Mai Lệ Huyền & Ánh Minh
8. MC Nam Lộc & Ngọc Minh
9. Ai Nói Với Em - Ngọc Minh & Tâm Đoan
10. MC Dương Nguyệt Ánh & Thùy Dương
11. Medley Trả Lại Em Yêu - Em Hiền Như Masuer - Thanh Lan & Vũ Khanh
12. MC Việt Dzũng & Thùy Dương
13. Tình Anh Lính Chiến - Mỹ Huyền & Tường Khuê & Tường Nguyên
14. MC Nam Lộc & Thùy Dương
15. Kim - Thùy Hương & Đoàn Phi
16. MC Nam Lộc & Thùy Dương
17. Medley Đêm Buồn Tỉnh Lẻ - Những đồi hoa sim - Đan Nguyên & Băng Tâm
18. MC Việt Dzũng & Thùy Dương
19. Trăng Sơn Cước - Nini & Vina Uyển Mi & Hạ Vy
20. MC Việt Dzũng & Giang Tử
21. Giọt Buồn Không Tên - Giang Tử & Phương Hồng Quế
22. MC Nam Lộc & Dương Nguyệt Ánh
23. Medley Hai Mùa Mưa - Một Mai Giã Từ Vũ Khí - Y Phụng & Đặng Thế Luân
24. MC Nam Lộc & Thùy Dương
25. Medley Diễm xưa - Hạ trắng - Lệ Thu & Thiên Kim
26. MC Nam Lộc & Việt Dzũng
27. Hài kịch Chú Tư Cầu - Quang Minh & Hồng Đào & Diễm Liên & Y Phụng & Lê Anh Quân & Jonathan
28. MC Việt Dzũng
29. Medley Bài không tên số 2 - Bài Không Tên Cuối Cùng - Hồ Hoàng Yến & Quốc Khanh
30. MC Dương Nguyệt Ánh & Thùy Dương
31. Lá Xanh Mùa Hè - Mai Thanh Sơn & Lê Anh Quân
32. MC Nam Lộc & Thùy Dương
33. Vũng Lầy Của Chúng Ta - Nguyên Khang & Diễm Liên
34. MC Nam Lộc & Thùy Dương
35. Medley Phượng Hoàng - Nguyên Khang & Quốc Khanh & Đoàn Phi & Mai Thanh Sơn
37. MC Nam Lộc & Dương Nguyệt Ánh
38. Medley Nam Lộc: Người Di Tản Buồn - Saigon Ơi Vĩnh Biệt - Y Phương & Anh Khoa
39. MC Nam Lộc & Thùy Dương
40. Medley Lời Kinh Đêm - Một Chút Quà Cho Quê Hương - Lâm Thúy Vân & Việt Dzũng
41. MC Nam Lộc, Dương Nguyệt Ánh & Thùy Dương
42. Medley I'm Dream Of You - Tell Me - The Chase - Cardin & Trish
43. MC Nam Lộc, Dương Nguyệt Ánh & Thùy Dương
44. Tình Yêu Tình Người - Hợp Ca